# ابن أبي حجلة التلمساني
شهاب الدين أبو العباس أحمد بن يحيى بن أبي حجلة التلمساني (725 - 776 هجرية) الموافق (1325 - 1375م) هو أديب وشاعر عربي.
وُلد ابن أبي حجلة في تلمسان. تولى مشيخة الصوفية في تكية منجَك في القاهرة. كان يعارض ابن الفارض في قوله بوحدة الوجود.

## مؤلفاته
له عدد من المؤلفات منها:
- ديوان الصبابة
- منطق الطير
- سكردان السلطان